# Transport kolejowy w Polsce

Mapa linii kolejowych w Polsce

Transport kolejowy w Polsce – system transportu kolejowego działający na terytorium państwowym Polski.
Pierwsze linie kolejowe w obrębie współczesnych granic zostały otwarte w 1842 roku. Według stanu na dzień 31 grudnia 2018 długość czynnych linii kolejowych wynosiła 19 200 km, w tym 11 900 km zelektryfikowanych. Kolej przetransportowała w tym samym roku 249 milionów ton ładunków i 310 milionów pasażerów w ruchu normalnotorowym.
Zarządcą większości linii kolejowych jest należące do państwowych Polskich Kolei Państwowych przedsiębiorstwo PKP Polskie Linie Kolejowe, a głównymi przewoźnikami pasażerskimi wchodzące również w skład Grupy PKP – PKP Intercity oraz należąca do samorządów województw oraz Agencji Rozwoju Przemysłu spółka Polregio.
Według agencji BCG w rankingu systemów kolei w Europie Polska znalazła się na miejscu 22 z 25 możliwych (2017). Nie przyznano żadnych punktów za bezpieczeństwo z uwagi na dużą liczbę wypadków.

## Historia
Pierwsza linia kolejowa w obecnych granicach Polski została otwarta 22 maja 1842 roku. Linia ta łączyła Wrocław z Oławą. W tym samym roku linia została przedłużona do Brzegu. W 1843 roku kolej żelazna docierała już do Opola. Druga połowa lat 40. XIX wieku przyniosła rozwój kolei na Dolnym Śląsku. Linie te służyły przede wszystkim do transportu węgla kamiennego ze śląskich kopalni w głąb Niemiec. Nieco później kolej zaczęła się rozwijać na Pomorzu i w Wielkopolsce. W 1843 roku została oddana do użytku linia łącząca Szczecin ze stolicą państwa – Berlinem. W latach 1846–1848 powstawała linia kolejowa ze Stargardu do Poznania.
W zależnym od Rosji, Królestwie Polskim budowę pierwszej linii kolejowej zakończono 15 czerwca 1845, oddając podmiejski odcinek przyszłej linii Warszawsko-Wiedeńskiej. Linia ta łączyła Warszawę z Grodziskiem Mazowieckim. W 1845 linię przedłużono do Skierniewic i Łowicza. Rok później kolej dotarła do Częstochowy. Ostatecznie linia Warszawsko-Wiedeńska została ukończona w 1848 roku.
Od lat 80. długość sieci kolejowej w Polsce ulegała stopniowemu zmniejszaniu.
Długość normalnotorowych linii kolejowych w Polsce
Od momentu wejścia Polski do Unii Europejskiej w 2004 r. europejskie instytucje finansowe udostępniły duże środki finansowe na poprawę zarówno polskiej sieci kolejowej, jak i floty taboru kolejowego. Do czerwca 2014 r. Europejski Bank Inwestycyjny udzielił pożyczek na łączną kwotę 1,9 mld EUR na projekty związane z modernizacją kolei w Polsce. Do grudnia 2013 r. przekazano dodatkowe 578 mln EUR na modernizację 70% taboru PKP Intercity. Zakup dwudziestu pociągów Alstom Pendolino o wartości 665 mln EUR, dostarczonych w 2014 r., został częściowo sfinansowany ze środków Europejskiego Banku Inwestycyjnego w wysokości 342 mln EUR.

## Infrastruktura

Struktura maksymalnych prędkości sieci kolejowej w Polsce

Średnia gęstość sieci kolejowej w Polsce wyniosła 6,2 km/100 km². Wskaźnik ten jest wyższy od średniej dla wszystkich krajów UE, wynoszącej 4,8 km/100 km². W poszczególnych województwach gęstość ta, mierzona w km linii/100 km² powierzchni, kształtuje się odpowiednio: od 3,89 km/100 km² w województwie podlaskim do 17,71 km/100 km² w województwie śląskim. Do województw o największej gęstości sieci kolejowej, obok województwa śląskiego, należy zaliczyć województwa: opolskie, dolnośląskie, wielkopolskie i małopolskie. Najmniejsza gęstość sieci kolejowej występuje, obok województwa podlaskiego, również w województwach: lubelskim, mazowieckim i warmińsko-mazurskim. Przekłada się to na ograniczoną dostępność kolejową do niektórych ośrodków regionalnych.
Linie kolejowe normalnotorowe na 100 km²
Linie kolejowe ogółem na 10 tysięcy ludności
Za zarządzanie, budowę, utrzymanie oraz udostępnianie infrastruktury kolejowej w Polsce odpowiadają licencjonowani zarządcy infrastruktury. Największym zarządcą infrastruktury są PKP Polskie Linie Kolejowe (PKP PLK) – spółka z grupy Polskie Koleje Państwowe.
W 2013 Ministerstwo Transportu upubliczniło Dokument Implementacyjny do Strategii Rozwoju Transportu do 2020 r. (z perspektywą do 2030 r.) zawierający ranking projektów kolejowych oparty na sumie punktów w którym poprawa prędkości daje do 30%, więc możliwe są do realizacji projekty niepoprawiające prędkości.

### Linie kolejowe

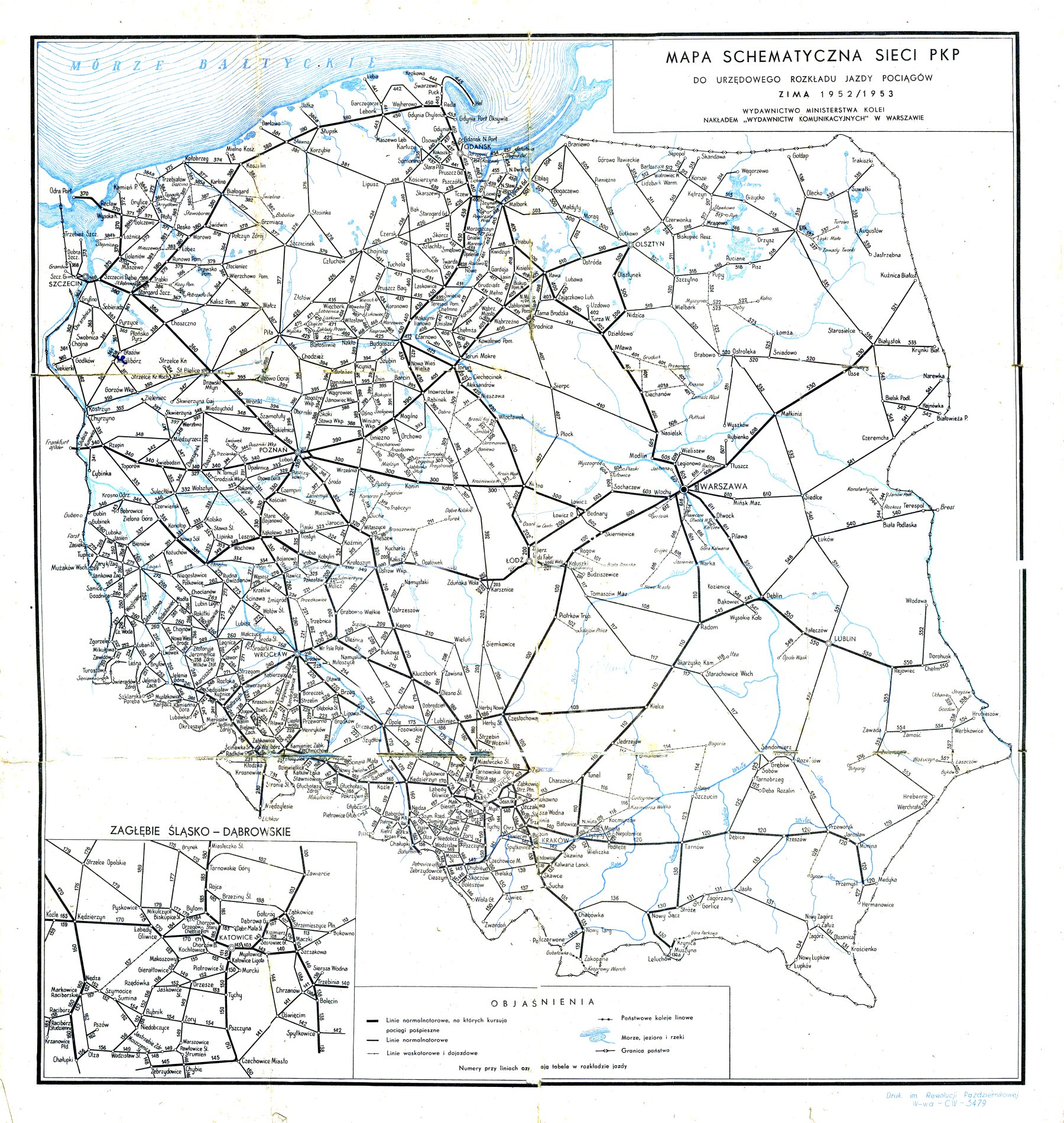
Sieć linii kolejowych PKP, 1952–1953. Widać większą ilość linii kolejowych na terenie dawnego zaboru niemieckiego, a mniejszą na terenach dawnych zaborów rosyjskiego i austriackiego.

Długość linii kolejowych w Polsce, będących w eksploatacji wszystkich zarządców infrastruktury (zarówno normalnotorowych, jak i szerokotorowych), wyniosła w 2021 r. 19 326 km. Długość linii kolejowych zelektryfikowanych wyniosła w 2021 r. 12 156 km. Udział linii zelektryfikowanych w ogóle długości eksploatowanych linii w Polsce wyniósł 62,9%.
Całkowita zdolność przepustowa poszczególnych odcinków linii kolejowych na sieci PKP PLK (wg stanu na dzień 15 maja 2015 r.) jest silnie zróżnicowana, wykazuje bowiem zakres od 8 par pociągów na dobę (pomiędzy kilometrami 110,689 a 156,949 na jednotorowej linii nr 219 Olsztyn Główny – Ełk) do 243 pociągów na dobę (dla kierunku parzystego linii nr 139 Katowice – Zwardoń pomiędzy kilometrami 42,435 a 44,203). Jednocześnie zróżnicowany jest procent wykorzystania zdolności przepustowej. Zawiera się on w przedziale od 2 (dla kierunku nieparzystego linii nr 25 Łódź Kaliska – Dębica pomiędzy kilometrami 14,783 a 24,207 oraz dla kierunku parzystego linii nr 273 Wrocław Główny – Szczecin Główny pomiędzy kilometrami 254,295 a 255,485) do 92% (dla kierunku parzystego linii nr 9 Warszawa Wschodnia Osobowa – Gdańsk Główny pomiędzy kilometrami 4,408 a 10,100).
Według stanu na dzień 31 grudnia 2014 roku długość torów linii kolejowych z dobrą oceną stanu technicznego stanowiła 52% całkowitej długości torów, co oznacza wzrost o 5% w porównaniu ze stanem z 2013 roku. Udział długości torów z oceną dostateczną wynosi 27% (stan bez zmian w stosunku do roku 2013), natomiast notę niezadowalającą wykazuje 21% długości torów (spadek o 5% w porównaniu z rokiem 2013).

### Kolej dużych prędkości

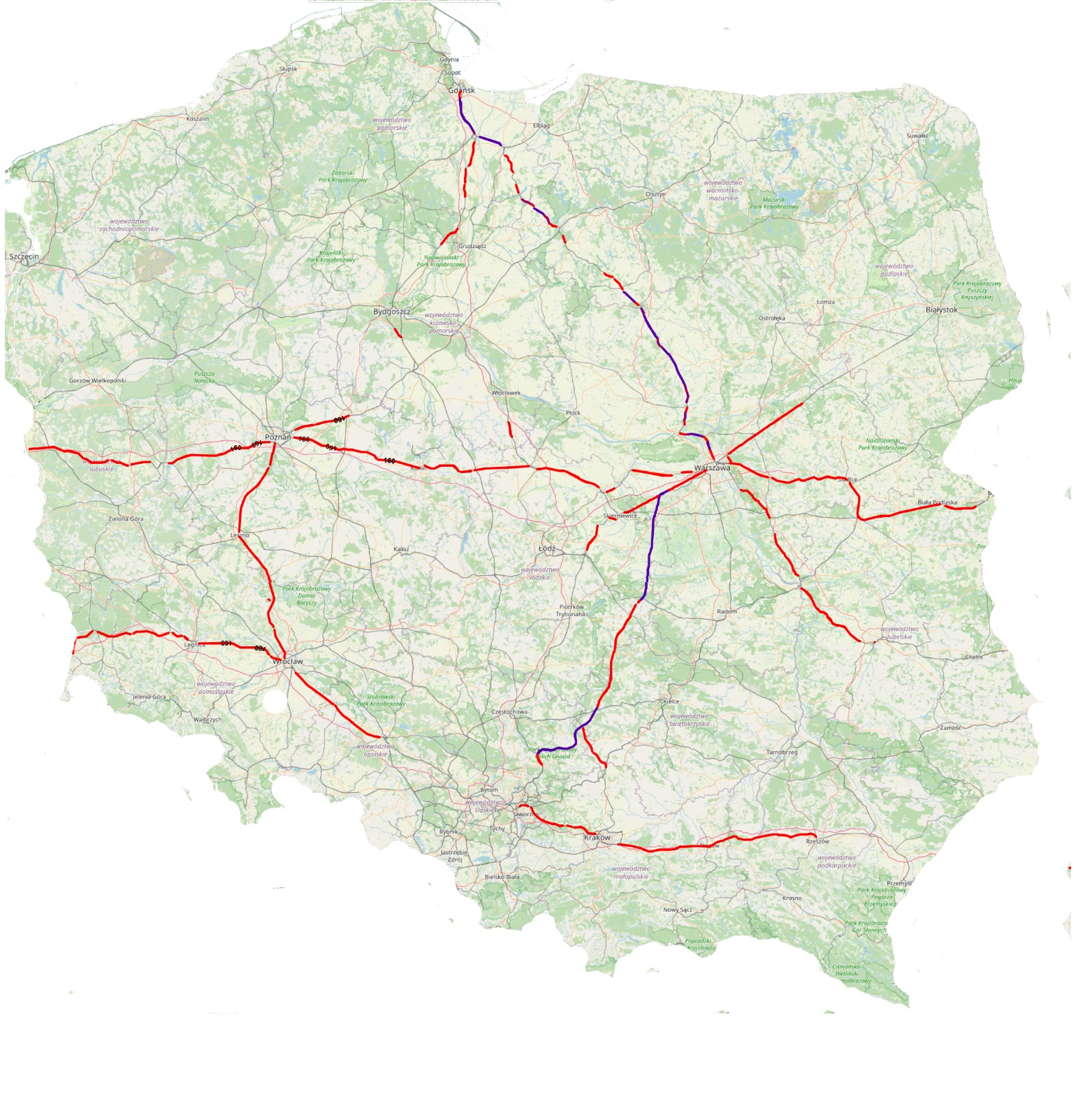
Orientacyjna mapa linii kolejowych wysokiej prędkości w Polsce (stan na luty 2023):
160 km/h
170–190 km/h
200km/h

Kolej dużych prędkości w Polsce jest projektowana pod nazwą linia kolei dużych prędkości Y. Centralna Magistrala Kolejowa z lat 70. to pierwsza linia przystosowana do dużych prędkości.

## Przewoźnicy

Normalnotorowi przewoźnicy pasażerscy i obsługiwane przez nich trasy w Polsce według rocznego rozkładu jazdy 2020/2021
(linia gruba) PKP Intercity i Polregio
(linia cienka) Polregio
(linia gruba) PKP Intercity
Inni przewoźnicy według oznaczeń

Aktualnie na rynku kolejowym w Polsce funkcjonuje 103 przewoźników kolejowych posiadających licencję na przewozy osób, rzeczy oraz udostępnianie pojazdów trakcyjnych. Spośród nich 14 przewoźników wykonuje przewozy na liniach innych niż normalnotorowe.
Według niektórych opinii, polski rynek towarowych kolejowych przewozów postrzegany jest jako jeden z najbardziej zliberalizowanych rynków w Europie.

## Kolejowe przewozy pasażerskie
Kolejowe przewozy pasażerskie są jednym z najbardziej istotnych czynników determinujących rozwój społeczno-gospodarczy kraju, w tym wzmacniających wewnętrzną spójność terytorialną oraz powiązania zewnętrzne.
Model funkcjonowania rynku kolejowych przewozów pasażerskich w Polsce jest oparty na koncepcji konkurencji regulowanej, porządkującej zasady funkcjonowania przewoźników i operatorów, dla których warunkiem uzyskania dostępu do infrastruktury kolejowej jest zawarcie przez przewoźnika kolejowego umowy o świadczenie usług publicznych (skutkujące włączeniem go w system przewozów o charakterze użyteczności publicznej), uzyskanie decyzji o przyznaniu otwartego dostępu lub uwzględnienie wniosku na wykonanie przewozu okazjonalnego. W transporcie kolejowym, wykonywanie przewozów pasażerskich na podstawie pierwszych dwóch spośród wymienionych dokumentów oznacza włączenie przewoźnika w system publicznego transportu zbiorowego.
W latach 70. i 80. XX wieku, polska kolej obsługiwała ponad miliard pasażerów rocznie. W roku rekordowym, 1977, liczba podróżujących przekroczyła 1,14 miliarda, co w przeliczeniu na mieszkańca oznaczało niemal 33 podróże pociągiem rocznie. Jednakże, w 1986 roku liczba pasażerów spadła poniżej poziomu miliarda (do 985,9 miliona), a wskaźnik wykorzystania kolei osiągnął poziom 26,2. W latach 1974–1989 obserwowano spadkowy trend w liczbie pasażerów, z roczną średnią dynamiką spadku wynoszącą 0,9%. Pasażerski transport zbiorowy w Polsce od wielu lat traci swą pozycję na rynku transportowym na rzecz indywidualnych przejazdów samochodowych. Mają na to główny wpływ: rosnący wskaźnik zatrudnienia i wzrost zamożności ludności, prowadzące z kolei do wzrastającego wskaźnika motoryzacji. W 1974 roku w Polsce było mniej niż milion samochodów, podczas gdy współcześnie przekracza ich liczbę 26 milionów. Spadek zainteresowania transportem publicznym wynika również z pogarszającej się oferty i braku poprawy jakości usług, dostosowujących je do wzrastających wymagań podróżnych. W tym zakresie można mówić o wytworzeniu się swoistego błędnego koła: jeszcze w latach 90. w pierwszej kolejności rozpoczęto zawieszanie przewozów pasażerskich o najmniejszej rentowności, które obsługiwały zazwyczaj obszary o najgorszych wskaźnikach gospodarczych, co jeszcze dodatkowo osłabiało ich pozycję konkurencyjną i powodowało rezygnację potencjalnych pasażerów z możliwości przejazdu transportem kolejowym, ponieważ istniejąca oferta stała się dla nich niedostępna. Następnie, w kolejnych latach, począwszy od 2001 r., w sytuacji ograniczonych środków publicznych, dofinansowaniem obejmowano przewozy pasażerskie generujące najmniejsze straty, a te występowały przede wszystkim w połączeniach obsługujących duże ośrodki miejskie lub gospodarcze. Wyłączało to obsługę słabszych gospodarczo obszarów, których mieszkańcy, w poszukiwaniu zatrudnienia, przenosili się na tereny podlegające szybszym procesom rozwojowym, sporadycznie wykorzystując transport kolejowy. Istotnymi czynnikami zniechęcającymi potencjalnych klientów do przewozów kolejowych był również brak zapewnienia spójnego i czytelnego systemu informowania pasażerów o: zmianach, opóźnieniach w ruchu pociągów, obowiązujących taryfach, miejscach i sposobach zakupu biletów.
Okres wzrostu przewozów kolejowych ogółem obejmuje lata 2006–2008 oraz 2011–2012, natomiast w ruchu międzywojewódzkim przypada na lata 2005–2008 oraz na rok 2010, w którym zanotowano najwyższe wartości liczbowe przewiezionych osób. Okresom tym odpowiada dobra koniunktura w gospodarce krajowej: wzrost produktu krajowego brutto i zmniejszająca się stopa bezrobocia. Efekt globalnego kryzysu ekonomicznego, który dotknął również Polskę spowodował zachwianie tempa rozwoju gospodarczego kraju i przyczynił się do mniejszego od zakładanego wzrostu PKB w roku 2009 oraz w latach 2012–2013. Groźba recesji znalazła odzwierciedlenie w kolejowych przewozach międzywojewódzkich, które w roku 2014 spadły o 58,8% w stosunku do roku 2010 i 49,4% w stosunku do roku 2005 w liczbie przewiezionych pasażerów oraz o odpowiednio: 47,5% i 39,9% w wykonanej pracy przewozowej. W roku 2023, po obniżeniu liczby podróżnych spowodowanych przez epidemię coronawirusa, koleje w Polsce przewiozły 374,4 mln osób.
Liczba pasażerów korzystających z transportu kolejowego w Polsce
źródła:

## Tabor
Tabor kolejowy eksploatowany obecnie w kolejowych przewozach pasażerskich charakteryzuje się przestarzałą konstrukcją, niskimi parametrami trakcyjnymi, znacznym stopniem wyeksploatowania, wysoką awaryjnością i zawodnością, co wpływa na oferowany niski komfort podróżowania. Średni wiek wagonów pasażerskich i lokomotyw elektrycznych wynosi około 30 lat, a lokomotyw spalinowych około 40 lat.

## Bezpieczeństwo
Podstawowymi czynnikami wpływającymi na stan bezpieczeństwa ruchu kolejowego są:
- stan techniczny infrastruktury kolejowej,
- stan techniczny taboru kolejowego,
- funkcjonowanie przejazdów kolejowo-drogowych[39].

W transporcie kolejowym w Polsce poważniejsze wypadki pociągające za sobą ofiary wśród pasażerów są na tyle rzadkie, że nie ustala się programów poprawy bezpieczeństwa odnoszących się do obniżki wskaźników wypadkowości. Jeśli wziąć pod uwagę całkowitą liczbę ofiar wypadków związanych z transportem kolejowym to najliczniejszą ich grupę stanowią ofiary wypadków na przejazdach kolejowo-drogowych, stanowiące około 70% ogółu wypadków kolejowych. W Polsce co roku zdarza się 250-300 tego typu wypadków, w których ginie średnio około 40 osób. Są to prawie wyłącznie użytkownicy samochodów osobowych, w 98% będący sprawcami tych wypadków.